# Lower River Suir SAC
Lower River Suir SAC este o arie protejată (sit de importanță comunitară — SCI) din Irlanda întinsă pe o suprafață de 7.096,91 ha, integral pe uscat.

## Localizare
Centrul sitului Lower River Suir SAC este situat la coordonatele 52°23′51″N 7°38′05″W / 52.3975°N 7.6348°V.

## Înființare
Situl Lower River Suir SAC a fost declarat sit de importanță comunitară în iulie 1998 pentru a proteja 27 de specii de animale.

## Biodiversitate
Situată în ecoregiunea atlantică, aria protejată conține 7 habitate naturale: Pășuni atlantice udate de apa mării (Glauco-Puccinellietalia maritimae), Pășuni mediteraneene udate de apa mării (Juncetalia maritimi), Cursuri de apă de la nivel de câmpie la nivel montan, cu vegetație Ranunculion fluitantis și Callitricho-Batrachion, Liziere de ierburi înalte hidrofile de câmpie și de nivel montan până la alpin, Păduri de stejar sesil bătrân cu Ilex și Blechnum în Insulele Britanice, Păduri aluvionare cu Alnus glutinosa și Fraxinus excelsior (Alno-Padion, Alnion incanae, Salicion albae), Păduri de Taxus baccata din Insulele Britanice.
La baza desemnării sitului se află mai multe specii protejate:
- păsări (18): pescăruș albastru (Alcedo atthis), rață pitică (Anas crecca), rață fluierătoare (Anas penelope), rață mare (Anas platyrhynchos), rață pestriță (Anas strepera), Anser albifrons flavirostris, gâscă cenușie (Anser anser), rața moțată (Aythya fuligula), fugaci de țărm (Calidris alpina), lebădă de iarnă (Cygnus cygnus), becațină comună (Gallinago gallinago), sitar de mâl (Limosa limosa), culic mare (Numenius arquata), cormoran mare (Phalacrocorax carbo), ploier auriu (Pluvialis apricaria), fluierar cu picioare verzi (Tringa nebularia), fluierarul cu picioare roșii (Tringa totanus), nagâț (Vanellus vanellus)
- mamifere (1): vidră de râu (Lutra lutra)
- nevertebrate (2): Austropotamobius pallipes, Margaritifera margaritifera
- pești (6): Alosa alosa, Alosa fallax, Lampetra fluviatilis, cicar (Lampetra planeri), Petromyzon marinus, somonul (Salmo salar)

Pe lângă speciile protejate, pe teritoriul sitului au mai fost identificate 3 specii de plante, 1 specie de păsări, 1 specie de amfibieni, 6 specii de mamifere, 1 specie de pești.